# Хлорит кальция
Хлорит кальция — неорганическое соединение,
соль кальция и хлористой кислоты с формулой Ca(ClO2)2,
бесцветные кристаллы.

## Получение
- Пропускание хлора через суспензию гидроокиси кальция:

{\displaystyle {\mathsf {4Ca(OH)_{2}+4Cl_{2}\ {\xrightarrow {}}\ Ca(ClO_{2})_{2}+3CaCl_{2}+4H_{2}O}}}

## Физические свойства
Хлорит кальция образует бесцветные кристаллы
ромбической сингонии,
пространственная группа C cca,
параметры ячейки a = 0,57434 нм, b = 1,26002 нм, c = 0,57405 нм, Z = 4 .